# ハリー・ウィンクス
ハリー・ビリー・ウィンクス（Harry Billy Winks, 1996年2月2日 - ）は、イングランド・ヘメル・ヘムステッド出身のサッカー選手。EFLチャンピオンシップ・レスター・シティFC所属。元イングランド代表。ポジションはミッドフィールダー。

## 経歴

### トッテナム・ホットスパー

#### デビュー～若手時代
トッテナム・ホットスパーユース出身の生え抜きである。ユース時代からトップチームとの練習に参加、18歳の時2014年3月30日のリヴァプールFC戦で初のベンチ入りを果たした。2014年7月にスパーズとプロ契約を結び、2014年11月27日のヨーロッパリーグ、FKパルチザン戦でプロデビューを果たした。
2016年8月27日のプレミアリーグ、リヴァプールFC戦でクリスティアン・エリクセンとの交代でプレミアリーグデビューを果たした。11月19日のウエストハム・ユナイテッド戦で初先発し、プレミアリーグ初ゴールを決めるなど、良いパフォーマンスを見せ、勝利に貢献した。
その後も、途中出場などでもコンスタントに試合に出場したが、2017年4月1日のバーンリー戦で怪我を負い、後日クラブよりシーズン中の復帰はできないことが発表された。
2017-18シーズンではエリック・ダイアーに代わり先発の機会を増やし、先発出場したUEFAチャンピオンズリーググループステージ、ホームでのレアル・マドリード戦においては、メディアやマウリシオ・ポチェッティーノ監督から称賛されるプレーを見せ、その価値を証明した。
2018-19シーズンにも順調にプレー時間を伸ばし、リーグでは26試合に出場。1月20日の第23節フラム戦では試合終了間際に決勝点を挙げた。また自身初となるUEFAチャンピオンズリーグ決勝にも先発出場したが、試合には0-2で敗れた。
2019-20シーズンには中盤のレギュラーとして定着しリーグ戦31試合に出場。自身の24歳の誕生日となる2月2日の第25節マンチェスター・シティ戦にて、0-0で迎えた60分に相手のCKをカットしてカウンターを仕掛け、これをタックルで止めたオレクサンドル・ジンチェンコを2枚目のイエローカードで退場に追い込み、2-0での勝利に貢献した。

### UCサンプドリア
2022年8月30日、UCサンプドリアへの買取オプション付きの1年間のローン移籍が発表された。

### レスター・シティ
2023年7月1日、レスター・シティFCへ3年契約で完全移籍。
8月6日、シーズン開幕戦となるコヴェントリー戦にてクラブデビュー。
チームの中心選手としてリーグ優勝に大きく貢献した。

## 代表経歴
2017年10月、ロシアワールドカップ欧州予選 のスロベニア代表戦と、リトアニア代表戦に向けたメンバーに初招集され、最終節の8日リトアニア代表との対戦で先発フル出場を果たし、同試合におけるマン・オブ・ザ・マッチにも選ばれた。ウィンクスが代表招集を受けたことに対し、2017-18シーズンのそれまでのプレミアリーグ試合出場が極端に少ないため、一部から驚きの声が挙がり、本人でさえも「招集されたときはショックで、信じられなかった」と語った。
怪我で2018年ワールドカップ出場を逃したが、2018年のUEFAネーションズリーグ、スペイン戦では好プレーを見せ、スペインに対して31年ぶりとなる勝利に貢献している
2019年11月17日、UEFA EURO 2020予選のコソボ戦で代表初ゴールを決めた。

## 個人成績
| クラブ              | シーズン | リーグ             | リーグ戦 | リーグ戦 | カップ戦 | カップ戦 | リーグ杯 | リーグ杯 | 国際大会 | 国際大会 | その他 | その他 | 合計 | 合計 |
| クラブ              | シーズン | リーグ             | 出場     | 得点     | 出場     | 得点     | 出場     | 得点     | 出場     | 得点     | 出場   | 得点   | 出場 | 得点 |
| ------------------- | -------- | ------------------ | -------- | -------- | -------- | -------- | -------- | -------- | -------- | -------- | ------ | ------ | ---- | ---- |
| トッテナム          | 2013-14  | プレミアリーグ     | 0        | 0        | 0        | 0        | 0        | 0        | 0        | 0        | 0      | 0      | 0    | 0    |
| トッテナム          | 2014-15  | プレミアリーグ     | 0        | 0        | 0        | 0        | 0        | 0        | 1        | 0        | 0      | 0      | 1    | 0    |
| トッテナム          | 2015-16  | プレミアリーグ     | 0        | 0        | 0        | 0        | 0        | 0        | 2        | 0        | 0      | 0      | 2    | 0    |
| トッテナム          | 2016-17  | プレミアリーグ     | 21       | 1        | 4        | 0        | 2        | 0        | 6        | 0        | 0      | 0      | 33   | 1    |
| トッテナム          | 2017-18  | プレミアリーグ     | 16       | 0        | 3        | 0        | 1        | 0        | 5        | 0        | 0      | 0      | 25   | 0    |
| トッテナム          | 2018-19  | プレミアリーグ     | 26       | 1        | 0        | 0        | 5        | 0        | 10       | 0        | 0      | 0      | 41   | 1    |
| トッテナム          | 2019-20  | プレミアリーグ     | 31       | 0        | 5        | 0        | 0        | 0        | 5        | 0        | 0      | 0      | 41   | 0    |
| トッテナム          | 2020-21  | プレミアリーグ     | 15       | 0        | 2        | 1        | 3        | 0        | 10       | 1        | 0      | 0      | 30   | 2    |
| トッテナム          | 2021-22  | プレミアリーグ     | 19       | 0        | 3        | 1        | 3        | 0        | 5        | 0        | 0      | 0      | 30   | 1    |
| トッテナム          | 合計     | 合計               | 128      | 2        | 17       | 2        | 14       | 0        | 44       | 1        | 0      | 0      | 203  | 5    |
| サンプドリア (loan) | 2022-23  | セリエA            | 20       | 0        | 0        | 0        | 0        | 0        | 0        | 0        | 0      | 0      | 20   | 0    |
| レスター・シティ    | 2023-24  | チャンピオンシップ | 43       | 2        | 1        | 0        | 2        | 0        | 0        | 0        | 0      | 0      | 46   | 2    |
| 通算                | 通算     | 通算               | 191      | 4        | 18       | 2        | 16       | 0        | 44       | 1        | 0      | 0      | 269  | 7    |

## 代表成績

### 出場大会
- U-19イングランド代表
  - UEFA U-19欧州選手権（2015年）
- イングラインド代表
  - 2018年 - UEFAネーションズリーグ2018-19

2023年7月15日現在
| 代表国       | 年   | 出場 | 得点 |
| ------------ | ---- | ---- | ---- |
| イングランド | 2017 | 1    | 0    |
| イングランド | 2018 | 2    | 0    |
| イングランド | 2019 | 3    | 1    |
| イングランド | 2020 | 4    | 0    |
| 通算         | 通算 | 10   | 1    |

## タイトル
レスター・シティ
- EFLチャンピオンシップ：2023-24